# 비오코숲땃쥐
비오코숲땃쥐 또는 이사벨라숲땃쥐(Sylvisorex isabellae)는 땃쥐과에 속하는 포유류의 일종이다. 카메룬과 적도 기니에서 발견된다. 자연 서식지는 아열대 또는 열대 기후 지역의 습윤 산지 숲과 고지대 초원이다. 서식지 감소로 멸종 위협을 받고 있다.